# Krhov (Bojkovice)
Krhov je vesnice ležící ve Zlínském kraji, v okrese Uherské Hradiště a spadá pod město Bojkovice, od kterého leží 1,5 km jižním směrem.

## Historie
První písemná zmínka o Krhově pochází z roku 1409. V roce 1935 byla vesnice elektrifikována. Součástí města Bojkovice je Krhov od roku 1980.

## Pamětihodnosti
- Kaplička Panny Marie